# خوسيه ديل كاستيلو
خوسيه ديل كاستيلو (بالإسبانية: José del Castillo)‏ (10 مايو 1943 بليما في بيرو - ) هو مدرب كرة قدم ولاعب كرة قدم بيروفي في مركز الوسط، شارك في كأس العالم 1970. وشارك مع منتخب بيرو لكرة القدم. أما مع النوادي، فقد لعب مع نادي سبورتينغ كريستال وتيبورونيس روخوس دي فيراكروز.

## وصلات خارجية
- خوسيه ديل كاستيلو على موقع الاتحاد الدولي (مؤرشف)  (الإنجليزية)
- خوسيه ديل كاستيلو على موقع قاعدة بيانات كرة القدم.إي يو (الإنجليزية)
- خوسيه ديل كاستيلو على موقع ناشيونال فوتبول تيمز (الإنجليزية)
- خوسيه ديل كاستيلو على موقع Soccerway.com (الإنجليزية)
- خوسيه ديل كاستيلو على موقع عالم كرة القدم.نت (الإنجليزية)